# Muzeum kimberlitów w Mirnym
Muzeum kimberlitów im. D.I. Sawrasowa (ros. Музей кимберлитов им. Д.И.Саврасова) – muzeum geologiczne poświęcone głównie kimberlitom w Mirnym w Rosji; jedyne tego typu muzeum na świecie.

## Historia
Idea założenia muzeum kimberlitów zaistniała 1974 roku – pomysłodawcą byli geofizyk Dżems Iljicz Sawrasow (później jego pierwszy dyrektor) i geolog D.W. Błazkun. Na przestrzeni kilkudziesięciu lat udało się zebrać kilkaset odmian kimberlitu z pola Mirny oraz okazy z innych rejonów Jakucji. Pod koniec lat 80. XX wieku Olga Kobylkina pozyskała dla tej instytucji okazy paleontologiczne. Muzeum kilkakrotnie zmieniało lokalizację. W 2001 roku z inicjatywy byłego prezesa Alrosy, W.A. Sztyrowa, na potrzeby ekspozycji przeznaczono pomieszczenia na pierwszym piętrze budynku w centrum miasta o powierzchni około 800 m². W 2002 roku zostało otwarte, a w 2008 połączyło się z muzeum Alrosy. W 2019 roku jego siedzibę odwiedzili przedstawiciele korporacji specjalizujących się w wydobyciu, obróbce i sprzedaży diamentów, m.in. z De Beers, która to korporacja pomimo ponad stuletniej tradycji dysponuje skromniejszymi zbiorami.
Dyrektorem muzeum, mieszczącego się wówczas przy ul. Lenina, 44-b, w styczniu 2020 roku została Olga Olegowna Petrowskaja. W 2022 roku placówka zaprzestała wynajmu pomieszczeń w budynku administracji miejskiej i część ekspozycji umieściła w Domu Kultury Ałmaz. Docelowo kolekcje kimberlitów i zbiory Alrosy mają znaleźć się w jednym budynku przy ul. Lenina 41, który po adaptacji ma stanowić nowoczesny kompleks muzealny.
Muzeum kimberlitów jest jednym z trzech muzeów w Mirnym i jedynym tego typu na świecie.

## Ekspozycja
Kolekcja liczy około 6,5 tysiąca eksponatów. Przy ul. Lenina 16 powierzchnia ekspozycji wynosiła około 600 m². Znajdowało się tamże około 120 szklanych gablot, w których prezentowano około 6 tysięcy okazów, głównie kimberlitu w jego rozmaitych kolorach, odcieniach i formach, a także głębinowych ksenolitów. Poza kimberlitem w zbiorach znajdują się m.in. kamienie ozdobne, a także zbiory paleontologiczne, m.in. kości mamuta, skamieniałości jurajskie, kopalne koralowce. Odwiedzający mogą dotykać części eksponatów.

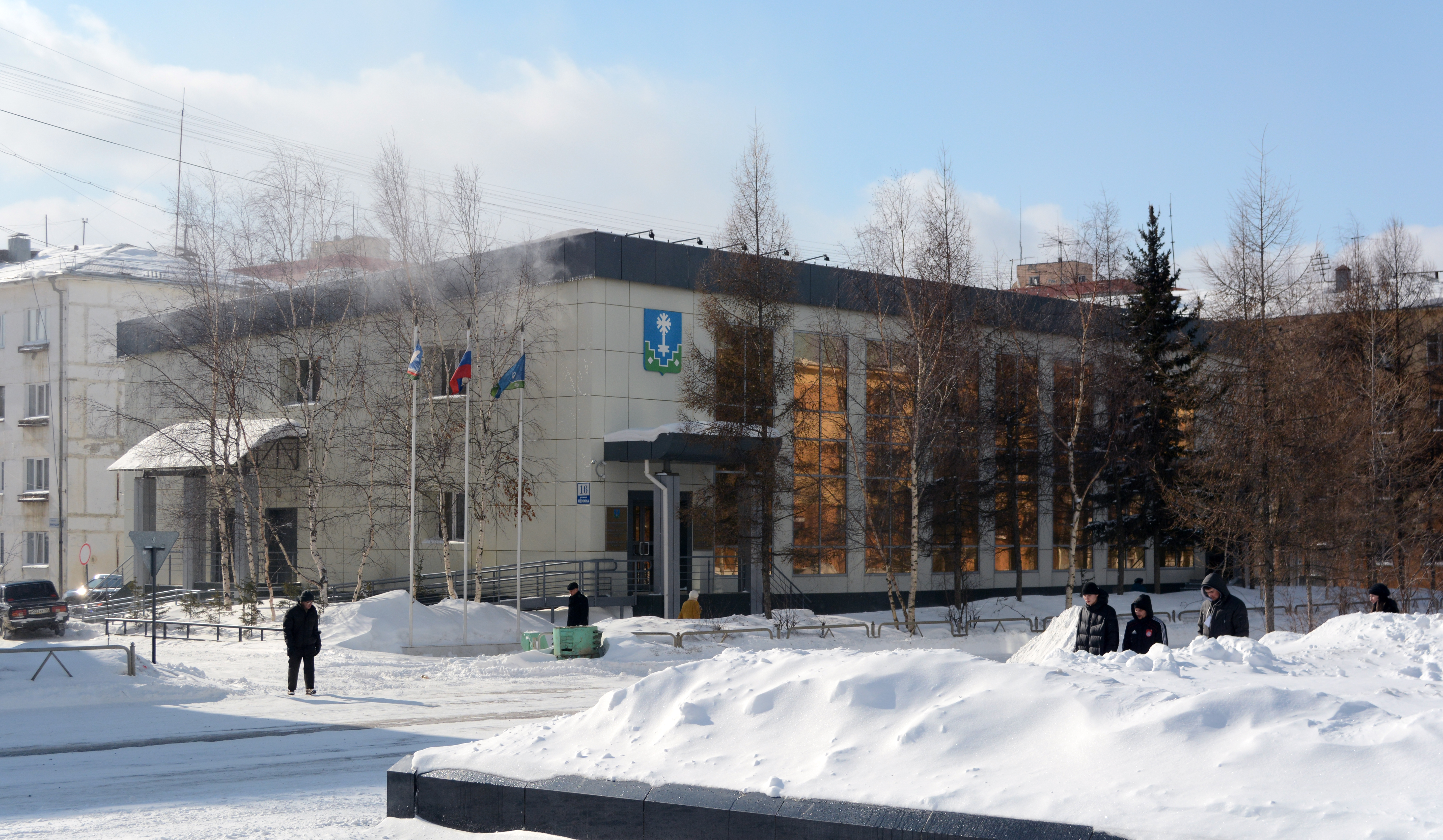
Budynek przy ul. Lenina 16, jedna z siedzib muzeum (2014)
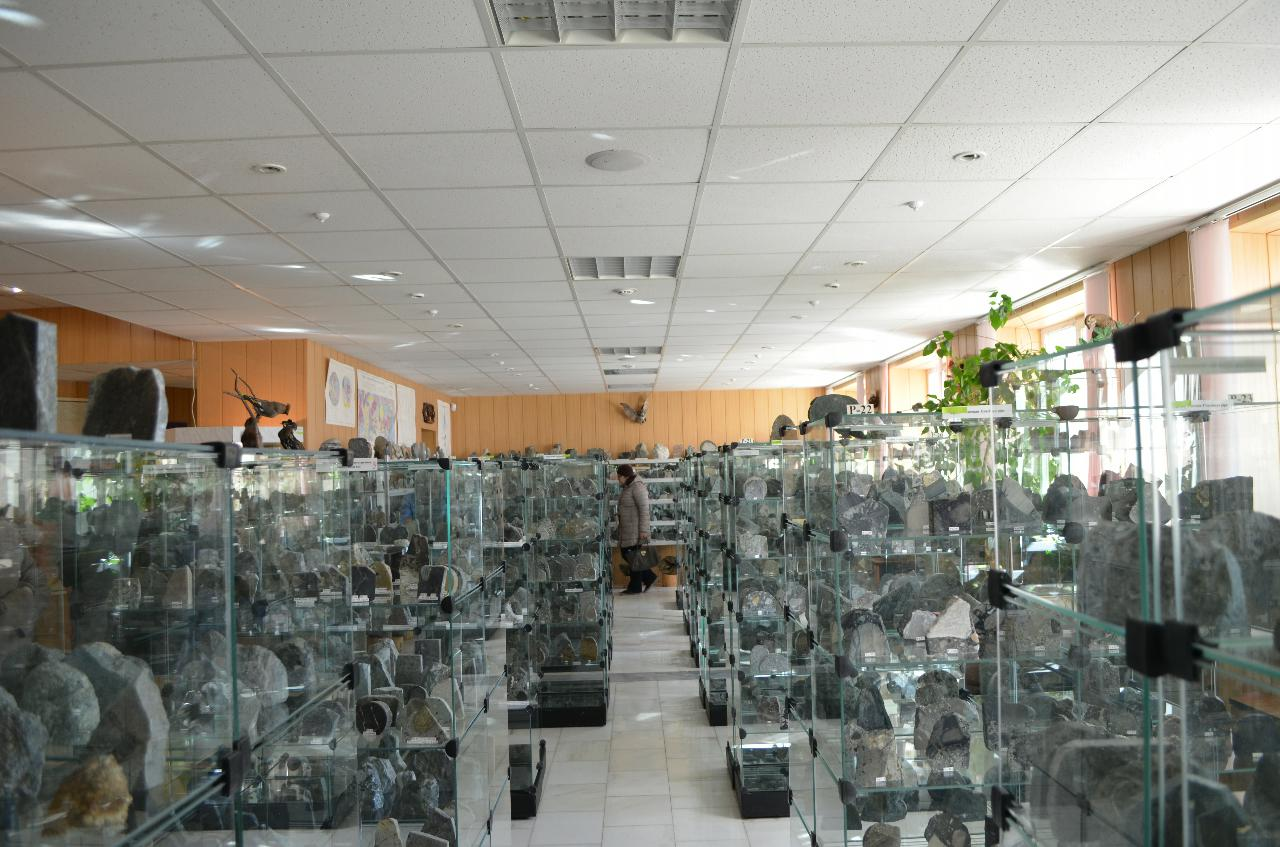
Ekspozycja kimberlitów (2016)
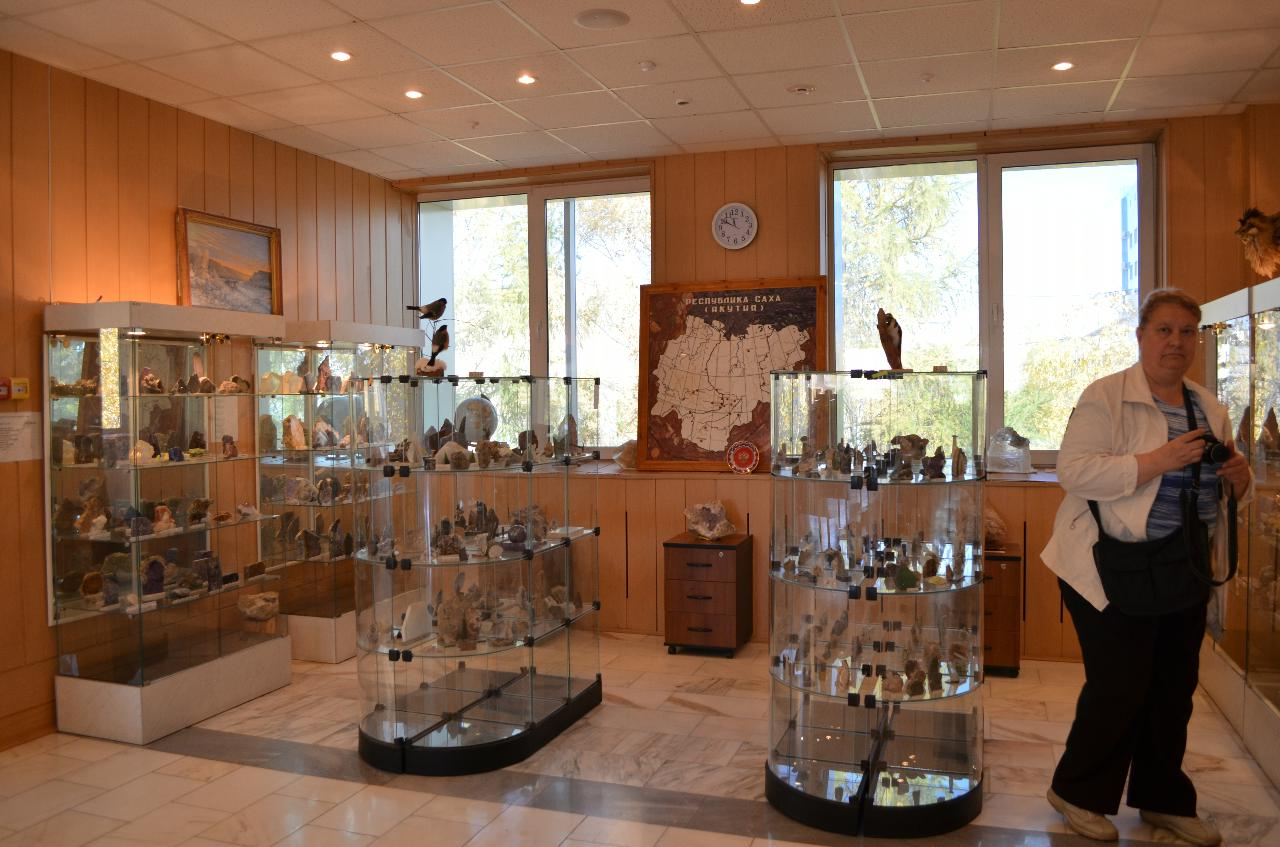
Gabloty z kamieniami szlachetnymi (2016)
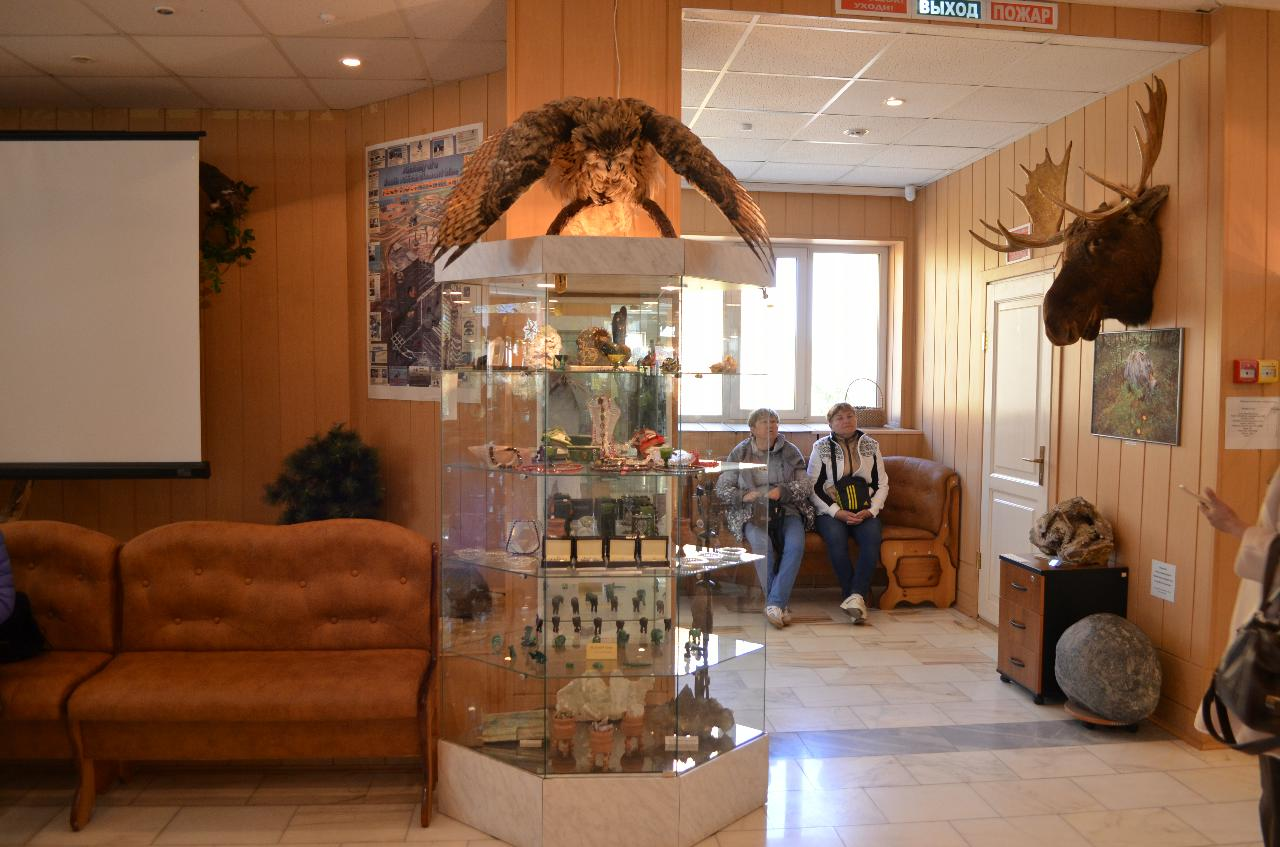
Gablota z wyrobami z kamienia przy wejściu (2016)
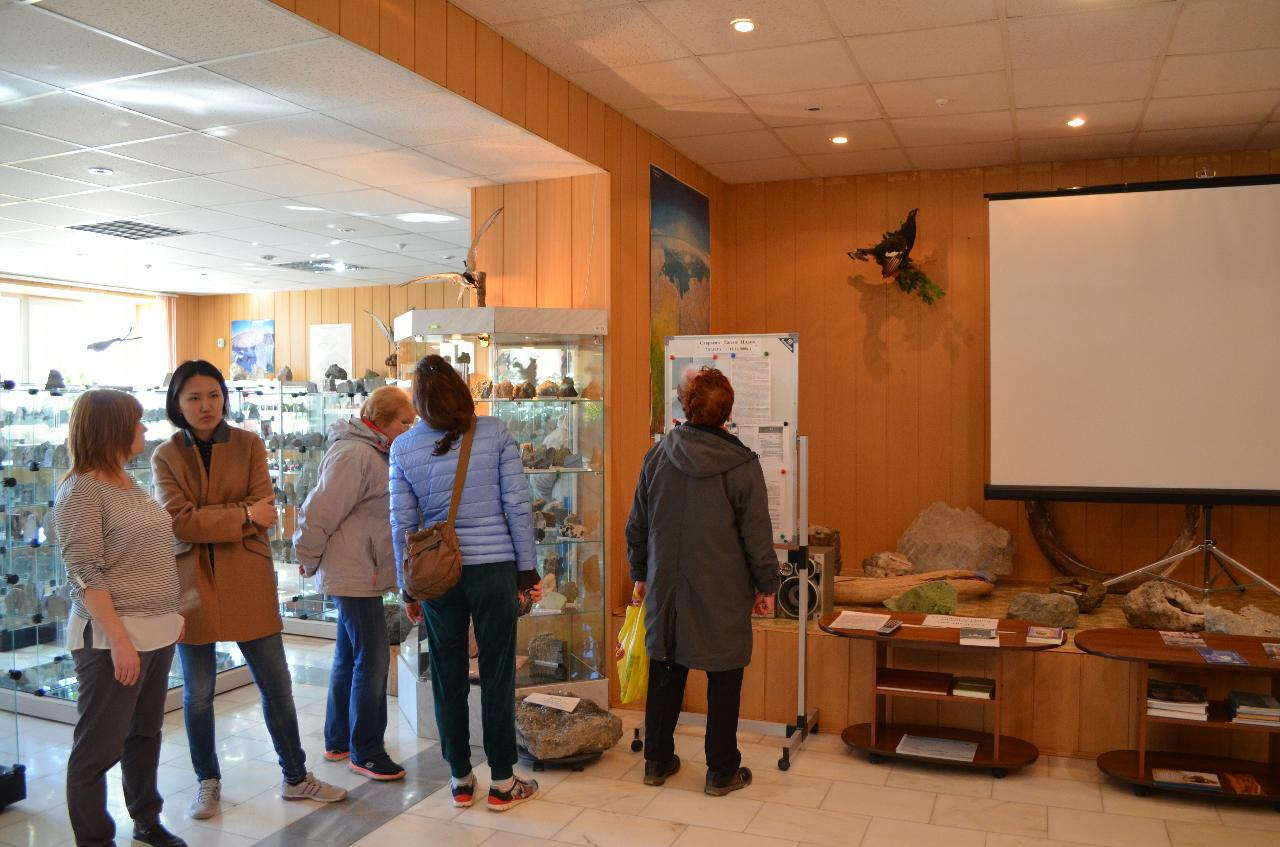
Okazy paleontologiczne (2016)